# نام مستعار
نام مستعار نامی است که نویسنده، بازیگر، مؤلف یا هر هنرمندی به جای نام واقعی خود می‌گذارد. به نام‌های مستعار شاعران، تخلص می‌گویند؛ مثلاً «علی شریعتی» نام مستعار «علی مزینانی» است. در ادبیات انگلیسی، تبعیض جنسیتی موجب شد تا مری ان. ایونز، نام مستعار «جرج الیوت» را برای خود برگزیند.
کاربرد نام مستعار در سازمان‌های سیاسی و نظامی که فعالیت مخفی دارند نیز رایج است. نام مستعار را بسته به شغل صاحب آن گاه نام قلمی (برای نویسندگان) یا نام هنری (برای هنرمندان و بازیگران) یا تخلص (برای شاعران) نیز می‌گویند.

## برخی از نام‌های مستعار مشهور
- فرح پهلوی: فرح دیبا
- ا. بامداد: احمد شاملو
- ابوعمار: یاسر عرفات
- ابومازن: محمود عباس
- ابی: ابراهیم حامدی
- اج: آدام جوزف کپلند
- آریامهر: محمدرضا پهلوی
- اسپرانتو: لودویک زامنهوف (سازندهٔ زبان بین‌المللی اسپرانتو)
- استالین: یوسف ویساریونوویچ ژوگاشویلی
- اسلش: سائول هادسون
- امینم: مارشال بروس مدرز سوم
- آندرتیکر: مارک ویلیام کالاوی
- اینا: النا الکساندرا آپوستولیانو
- بالتوس: بالتازار کلوسوفسکی درولا
- بروس لی: لی جی فان
- بسیج خلخالی: محمدقلی نوروزی
- بیگ شو: پول دونالد وایت، جونیور
- بلادونا: میشل آنه سینکلر
- پیت‌بول: آرماندو کریستین پرز
- پینک: آلیسیا مور
- تروتسکی: لو داویدوویچ برونشتاین
- تیتو: جوزپ بروز
- جان وین: ماریون موریسون
- جانی سینز: استیو ولف
- جانی ناکسویل: فیلیپ جان کلپ
- جکی چان: چان کُونگ سانگ
- حافظ: خواجه شمس‌الدین محمد بن بهاءالدّین محمد حافظ شیرازی
- حسین رهجو: میر حسین موسوی
- دوسو دوسی: جیووانی دی نیکولو دِ لاتِری
- دوناتلو: دوناتو دی نیکولو دی بتو باردی
- رافی: هاکوپ ملیک-هاکوپیان
- رضا پیشرو: محمدرضا ناصری آزاد
- ریچارد شیردل: ریچارد یکم انگلستان
- ری‌میستریو: اسکار گوتیئرز
- سعدی: ابومحمّد مُشرف‌الدین مُصلح بن عبدالله بن مشرّف
- سندی: شهرام آذر
- سی ام پانک: فیلیپ جک بروکس
- شَر اعظم: شاهین نجفی
- شهریار: سید محمدحسین بهجت تبریزی
- شیمس: استفان فارلی
- صلاح‌الدین: صلاح‌الدین یوسف اَیّوبی
- علی حسن المجید: علی حسن المجید التکریتی
- کاراواجو: میکل‌آنجلو مریسی دا کاراواجو
- کالیگولا: گایوس یولیوس سزار کالیگولا اگوستوس ژرمانیکوس
- کانالتو: جووانی آنتونیو کانال
- کریس انجل: کریستفر نیکولاس سارانتاکوس
- کیتی پری: کاترین الیزابت هادسون
- گاندی: مهانداس کارامچاند گاندی
- گوگوش: فائقه آتشین
- گوهر مراد: غلامحسین ساعدی
- لرد: الا یلیچ-اوکانر
- لنین: ولادیمیر ایلیچ اولیانف
- لِیتو: بهزاد داور پناه
- لو کوربوزیه: شارل-ادوار ژانِره-گری
- لیدی گاگا: استفانی جوآن انجلینا جرمنوتا
- لئون تروتسکی: لئون داویدوویچ تروتسکی
- م. امید: مهدی اخوان ثالث
- مارک توین: ساموئل لنگهورن کلمنس
- مریلین منسون: برایان هیو وارنر
- مریلین مونرو: نورما جین مورتنسون
- منصور: منصور جعفری ممقانی
- مولانا: جلال‌الدین محمد بلخی
- ناصرخسرو: ابومعین ناصر بن خسرو بن حارث قبادیانی بلخی
- نظامی گنجوی: جمال‌الدین ابومحمّد الیاس بن یوسف بن زکی بن مؤیَّد
- نیکلا بورباکی: نام گروهی از ریاضی‌دانان فرانسوی
- نیکی میناژ: اونیکا تانیا ماراژ
- نیما یوشیج: علی اسفندیاری
- نیوتن: سِر ایزاک نیوتن
- ه.الف سایه: هوشنگ ابتهاج
- هایده: معصومه دده بالا
- هیچ‌کس: سروش لشکری
- حسین تهی: سیدحسین موسوی
- ابومریم: سیدحمیدرضا تقوی
- عزیز: عزیز جعفری
  - ویتامین سی: کلین آن فیزپاتریک
- اقیانوس: الهیار ملکشاهی